# Phaeospilodes fritilla
Phaeospilodes fritilla är en tvåvingeart som beskrevs av Hardy 1973. Phaeospilodes fritilla ingår i släktet Phaeospilodes och familjen borrflugor. Inga underarter finns listade i Catalogue of Life.